# Divisione di Lucknow
La divisione di Lucknow è una divisione dello stato federato indiano dell'Uttar Pradesh, di 16 767 681 abitanti. Il suo capoluogo è Lucknow.
La divisione di Lucknow comprende i distretti di Hardoi, Lakhimpur Kheri, Lucknow, Raebareli e Sitapur.